# Chór Kameralny „MediCoro"
MediCoro - mieszany chór kameralny z Białegostoku.

## Historia i repertuar
Chór rozpoczął swoją działalność artystyczną w 2007 roku. Od początku istnienia dyrygentem zespołu jest Bożenna Sawicka – profesor Uniwersytetu Muzycznego Fryderyka Chopina, dziekan Wydziału Instrumentalno-Pedagogicznego w Białymstoku. Członkowie zespołu wywodzą się z Chóru Akademickiego białostockiego Uniwersytetu Medycznego, który w swoim dorobku posiada liczne osiągnięcia: tournee w niemal wszystkich krajach europejskich, występy festiwalowe, krajowe i zagraniczne nagrody na konkursach, bogaty repertuar oratoryjny, prawykonania dzieł chóralnych oraz nagrania radiowe i telewizyjne.
W 2009 roku chór MediCoro został zaproszony przez Wydawnictwo Muzyczne Triangiel do prawykonania zbioru Kolęd Hiszpańskich w opracowaniu współczesnego kompozytora i chórmistrza Marcina Łukasza Mazura.
Repertuar zespołu kameralnego koncentruje się głównie na utworach sakralnych, muzyce dawnej i wykonawstwie motetowo-madrygałowym. W 2011 chór nagrał album Musica pro anima obejmujący dzieła sakralne kompozytorów renesansu i baroku.

## Nagrody i wyróżnienia
- 2016 - XXVIII Międzynarodowy Festiwal Muzyki Religijnej im. ks. Stanisława Ormińskiego w Rumi
  - I miejsce i Złoty Dyplom w Konkursie Zespołów Chóralnych (kat. zespoły kameralne)[2]
  - Wyróżnienie za kulturę brzmienia[2]
- 2015 - I Ogólnopolski Konkurs Chóralny Muzyki Dawnej im. Grzegorza Gerwazego Gorczyckiego „Ars Longa”
  - Złota Longa[3]

- 2013 - IX Warszawski Międzynarodowy Festiwal Chóralny „Varsovia Cantat”
  - Srebrny medal w kategorii chórów kameralnych[4]

- 2012 - I Międzynarodowy Festiwal Muzyki Chóralnej w Ejszyszkach
  - Złota Wstęga Solczy w kategorii chórów kameralnych[5]

- 2010 - VI Międzynarodowy Festiwal „Rybnicka Jesień Chóralna”
  - I miejsce i Złoty Dyplom w kategorii chórów mieszanych - kameralnych[6]
  - Nagroda za najlepsze wykonanie utworu muzyki współczesnej[6]

- 2010 - I Krakowski Międzynarodowy Festiwal Chóralny - Cracovia Cantans
  - I miejsce w kategorii chórów kameralnych[7]
  - statuetka Złotej Polihymnii[7]

- 2008 - II Międzynarodowy Festiwal Chóralnej Pieśni Maryjnej w Częstochowie
  - I miejsce